# アフォーダブル住宅
アフォーダブル住宅（英: Affordable Housing）とは、低所得者層や中間所得者層が無理なく支払える賃料で居住可能な住宅を指す概念である。

## 解説
日本では欧米のような明確な法的定義は存在しないが、以下のような住宅がアフォーダブル住宅の代表的な形態とされている。
- 公営住宅（都道府県・市区町村が供給・管理）
- UR賃貸住宅（旧：住宅・都市整備公団、現：都市再生機構）
- 特定優良賃貸住宅（中堅所得者向けの家賃補助付き民間住宅）
- セーフティネット住宅（家賃補助制度に基づく登録住宅）

日本の都市部では、住宅価格の高騰や単身高齢者・子育て世帯の増加を背景に、アフォーダブル住宅の必要性が高まっている。

## 都営住宅
都営住宅は、東京都が住宅に困窮する低所得者層の居住支援を目的として供給・管理している公営住宅である。都営住宅は「公営住宅法」に基づき、入居にあたって所得制限や居住要件が設けられており、家賃も所得に応じて段階的に設定される。
東京都内には約23万戸の都営住宅が存在し、主に以下のような世帯が対象となっている。
- 生活保護受給者
- 高齢者世帯
- 障害者世帯
- ひとり親世帯
- 多子世帯など

近年では、エレベーター設置・耐震化・バリアフリー化などの改修が進められており、高齢者や身体障害者の居住継続を支援している。また、住民の高齢化や空き室の増加を受け、住宅確保要配慮者支援制度との連携も図られている。

## UR賃貸住宅
UR賃貸住宅は、独立行政法人都市再生機構（UR都市機構）が供給する賃貸住宅である。旧・住宅・都市整備公団が母体となっており、都市再生や住宅供給を目的に全国に約70万戸を展開している（うち東京都内にも多数存在）。
UR賃貸住宅の特徴は以下の通りである。
- 礼金・仲介手数料・更新料が不要
- 所得制限がなく誰でも入居可能
- 保証人不要（機構が審査する独自基準あり）
- バリアフリー設計や子育て支援型住宅の整備

東京都との連携によって、若年世帯や子育て世帯向けの「UR子育て割」、高齢者向け見守りサービス付き住宅などの施策も展開されている。これにより、UR賃貸住宅は市場と公営住宅の中間的な存在として、アフォーダブル住宅政策の一翼を担っていると位置づけられる。

## 東京都のアフォーダブル住宅政策
東京都では、住宅確保要配慮者に対する住宅支援政策を強化しており、以下のような取り組みが行われている。
- 都営住宅の新設・改修および募集の定期実施
- 空き家等を活用したセーフティネット住宅の登録促進
- 民間賃貸住宅に対する家賃低廉化補助制度
- UR都市機構との協定による特別割引制度や災害時協力体制の構築
- 官民連携ファンドを活用した新たなアフォーダブル住宅事業の推進（2025年度開始）

2025年度からは、東京都が100億円を拠出し、民間資金と合わせて官民連携ファンドを組成する新政策が始動。空き家や中古住宅を改修し、市場家賃の約8割で提供する仕組みで、子育て世帯や中間所得層などを対象とする。複数の事業者との連携により、段階的な住宅供給が予定されている。
これらの施策は、多様な世帯の居住安定を図ると同時に、都市部の住宅アクセス格差の是正や空き家問題への対応を目的としている。